# Dolichomitriopsis
Dolichomitriopsis är ett släkte av bladmossor. Dolichomitriopsis ingår i familjen Lembophyllaceae.
Kladogram enligt Catalogue of Life:
| Dolichomitriopsis | \| \| Dolichomitriopsis crenulata \| \| \| \| \| \| Dolichomitriopsis diversiformis \| \| \| \| \| \| Dolichomitriopsis obtusifolia \| \| \| \| \| \| Dolichomitriopsis sasaokae \| \| \| \| |
|                   | \| \| Dolichomitriopsis crenulata \| \| \| \| \| \| Dolichomitriopsis diversiformis \| \| \| \| \| \| Dolichomitriopsis obtusifolia \| \| \| \| \| \| Dolichomitriopsis sasaokae \| \| \| \| |
|                   | Camptochaete |
|                   | |
|                   | Dixonia |
|                   | |
|                   | Dolichomitra |
|                   | |
|                   | Fallaciella |
|                   | |
|                   | Fifea |
|                   | |
|                   | svansmossor |
|                   | |
|                   | Lembophyllum |
|                   | |
|                   | Neobarbella |
|                   | |
|                   | Porotrichodendron |
|                   | |
|                   | Porotrichopsis |
|                   | |
|                   | Rigodium |
|                   | |
|                   | Tripterocladium |
|                   | |
|                   | Dolichomitriopsis crenulata |
|                   | |
|                   | Dolichomitriopsis diversiformis |
|                   | |
|                   | Dolichomitriopsis obtusifolia |
|                   | |
|                   | Dolichomitriopsis sasaokae |
|                   | |

|  | Dolichomitriopsis crenulata     |
|  |                                 |
|  | Dolichomitriopsis diversiformis |
|  |                                 |
|  | Dolichomitriopsis obtusifolia   |
|  |                                 |
|  | Dolichomitriopsis sasaokae      |
|  |                                 |